# Calamus acanthospathus
Calamus acanthospathus är en enhjärtbladig växtart som beskrevs av William Griffiths. Calamus acanthospathus ingår i släktet Calamus och familjen Arecaceae. Inga underarter finns listade i Catalogue of Life.